# Overnight Sensation 〜時代はあなたに委ねてる〜
「Overnight Sensation 〜時代はあなたに委ねてる〜」（オーバーナイト・センセーション じだいはあなたにゆだねてる）は、1995年3月8日にavex traxよりリリースされたtrfの10枚目のシングル。（2006年11月29日に廉価版12cmシングルとして再発売。）

## 解説
前月に発売された「masquerade」に続き3ヶ月連続リリース第3弾の曲で、ホンダライブDioのコマーシャルソングのタイアップ付きで本人たちが同CMにも出演している。また小室哲哉・trf双方の要望が取り入れられた曲である。プロデューサーである小室によれば、ソウルミュージック・ディスコの全盛期であった「1970年代を意識して作った曲」であり、いわゆるソウルミュージックの中にあるソウルクラシックなどを取り入れた曲である。BPM的にも踊りやすく作られている。これはダンサーチームへの「ここまで頑張ってくれてありがとう」の気持ちが入ってると後に小室がコメントしている。
歌詞のコンセプトは、「OLのお話」「身近に感じられる応援歌」。
DJ KOOは「悲しそうに歌えば悲しく響くし、フランク・シナトラの『マイ・ウェイ』みたいに歌い上げれば、その方向に印象付けられる曲だ」と感じ、「リスナーの聴き方で、リスナーなりのポジティブさを想って欲しい」という意向から、YU-KIには「特定の感情を露わにしない」歌い方を指示し、どう感じるかはリスナーの想像に委ねた。
『TRFコーク・イントゥ・ザ・グルーヴ』の人気曲投票で4位となった。日本テレビ系の音楽番組『速報!歌の大辞テン』でコメント出演の際にはDJ KOOが「trfの楽曲の中でも1番歌った曲」と語っている。また、この曲を聴いたウルフルズが『LOVE LOVEあいしてる』に出演の際にメンバー全員が「衝撃を受けた曲」と語っている。同番組にSPEEDが出演した際も同様の事を語っており、実際にこの曲を歌っている。
trfのシングルは「survival dAnce 〜no no cry more〜」から本作までオリコンの集計で5作連続ミリオンセラーを記録している。これは、ピンク・レディー、B'zに続いて史上3組目の達成（後に、Mr.Children、GLAY、AKB48も達成）。コンピレーション・アルバムとして発売された『TK MILLION WORKS』にも収録された。
1995年8月19日公開の東映・フジテレビ共同製作によるぼくたちの映画シリーズ第1弾『花より男子』では挿入歌（エンディングテーマ）に起用され、劇中にtrfが出演、歌唱している。また1995年12月31日の『第37回日本レコード大賞』では、この曲で大賞を受賞し、エイベックス初のレコード大賞受賞に輝いている。それを記念して専用のケース付きテレホンカードが作られた。
ナンシー関は「もうすごい。酔った親父の説教のように、1から10まで言って聞かせるというような押しの強さであり、聴く側の解釈の自由を許さない」と評している。
後に地球ゴージャスの岸谷五朗と寺脇康文がYU-KIとの合唱の形でカバーし、「Overnight Sensation 〜時代はあなたに委ねてる〜 -meets Goro Kishitani & Yasufumi Terawaki-」のタイトルでTRFのアルバム『Lif-e-Motions』に収録された。
trfのシングル曲では珍しくドラムが打ち込みではなく、生ドラムである。

## バリエーション
「Overnight Sensation〜時代はあなたに委ねてる〜」には以下のバリエーションがある。
- TVバージョン（テレビ用に編集されたものでOriginal Mix+Extended Mixを組み合わせ曲も短くなっている。）
- ライブバージョン1（曲終了後もう一度サビから開始。dAnce to positive tour、BRAND NEW TOMORROW in TOKYO DOME）
- ライブバージョン2（曲の始まりをHiper Mix4のミックス+Original Mix+ライブバージョン3を組み合わせたもの:SILENT NIGHT TOURやa-nation'04で使用）
- ライブバージョン3（exicoast TOURより曲最後のアレンジが変更）

## 収録曲
作詞・作曲:小室哲哉　編曲:小室哲哉&久保こーじ、Mix: Pete Hammond & Steve Hammond
1. Overnight Sensation 〜時代はあなたに委ねてる〜 [Original Mix]
2. Overnight Sensation 〜時代はあなたに委ねてる〜 [Extended Mix]
3. Overnight Sensation 〜時代はあなたに委ねてる〜 [Original Karaoke]

## 収録アルバム
- 『dAnce to positive』
※ 記載されていないがリアレンジを施して収録
- 『WORKS -THE BEST OF TRF-』
- 『TRF 15th Anniversary BEST -MEMORIES-』
- 『TRF 20TH Anniversary COMPLETE SINGLE BEST』
- 『BEST SINGLE Collection × EZ DO DANCERCIZE』

## カヴァーした歌手
- 東京女子流 - 2012年12月19日発売のアルバム『TRFリスペクトアイドルトリビュート!!』、2013年1月31日発売のアルバム『約束』に収録。編曲は松井寛、エレキギターは土方隆行が担当している。東京女子流のライブで継続的に数多くパフォーマンスされている。
  - 東京女子流のメンバーの庄司芽生は、デビュー前の2008年にTRFのツアーアクトダンサーオーディションに合格しており、TRFのツアーのステージや、SAM・ETSU・CHIHARUがプロデュースするa-nation’09のアクトダンサーに出演していたこのアクトダンサー出演後に、エイベックスのスタッフからスカウトされ、東京女子流のメンバーとしてデビューしている）。
- 涼野ユウ（CV.内田雄馬） - 2019年7月24日発売のシングル『KING OF PRISM -Shiny Seven Stars- マイソングシングルシリーズ 涼野ユウ』に収録。編曲はmichitomoが担当。テレビアニメ『KING OF PRISM -Shiny Seven Stars-』第8話エンディングテーマ。
- 向井拓海（CV.原優子） - 2020年8月21日、ゲーム『アイドルマスター シンデレラガールズ スターライトステージ』内のDJ KOOコラボレーションとして配信された楽曲「TRF×CG -DJKOO Mix-」のひとつとして収録。[6]。同年9月26日から単体で配信[7]。
- ミームトーキョー - 2023年10月4日に配信でリリース[8]。